# اتحادیه کشیمپور
اتحادیه کشیمپور (به لاتین: Kashimpur Union) یک منطقهٔ مسکونی در بنگلادش است که در Jessore Sadar Upazila واقع شده‌است.
 اتحادیه کشیمپور ۱۴۵٫۰۴ کیلومتر مربع مساحت و ۳۸٬۴۷۲ نفر جمعیت دارد.